# Аджей, Дэниел Кофи
Дэниел Кофи Аджей (англ. Daniel Kofi Agyei; 1 января 1992, Аккра) — ганский футболист, полузащитник.

## Биография
Выступал за юношескую команду «Фиорентины». Единственный раз в Серии A Аджей сыграл 15 мая 2010 года в последнем туре сезона 2009/10 в матче против «Бари», выйдя на замену на 48-й минуте вместо Марко Донаделя. В дальнейшем ганский игрок продолжал выступать в молодёжном чемпионате Италии. Являлся капитаном команды вместе с которой стал победителем молодёжного Суперкубка Италии в 2011 году. На турнире в городе Виньола в 2010 году признавался лучшим игроком соревнования.
В сезоне 2012/13 играл на правах аренды за «Юве Стабию» в Серии В.
В сентябре 2013 года подписал полноценный контракт с «Беневенто» из Серии С. В сезонах 2015/16 и 2016/17 играл на правах аренды за «Казертану» и «Анкону».
С 2017 по 2021 год являлся игроком «Каррарезе» в Серии С. В дальнейшем защищал цвета «Казале» и «Гивиборго» в любительских лигах.

## Статистика
| Сезон   | Клуб       | Лига    | Матчи | Голы |
| ------- | ---------- | ------- | ----- | ---- |
| 2009/10 | Фиорентина | Серия А | 1     | 0    |
| 2010/11 | Фиорентина | Серия А | 0     | 0    |
| 2011/12 | Фиорентина | Серия А | 0     | 0    |
| 2012/13 | Юве Стабия | Серия В | 18    | 0    |
| 2013/14 | Беневенто  | Серия С | 19    | 0    |
| 2014/15 | Беневенто  | Серия С | 31    | 2    |
| 2015/16 | Казертана  | Серия С | 25    | 2    |
| 2016/17 | Беневенто  | Серия В | 1     | 0    |
| 2016/17 | Анкона     | Серия С | 31    | 1    |
| 2017/18 | Каррарезе  | Серия С | 30    | 1    |
| 2018/19 | Каррарезе  | Серия С | 22    | 1    |
| 2019/20 | Каррарезе  | Серия С | 16    | 0    |
| 2020/21 | Каррарезе  | Серия С | 23    | 0    |
| Всего   | Всего      | Всего   | 217   | 7    |